# Slaget ved Belmont
Slaget ved Belmont blev udkæmpet den 7. november 1861 i Mississippi County i Missouri. Det var den første kamphandling i den amerikanske borgerkrig med deltagelse af brigadegeneral Ulysses S. Grant, der senere blev øverstkommanderende for Unionens hære og senere igen præsident i USA.
Den 6. november afsejlede Grant fra Cairo i Illinois for at lave et udfald mod sydstatshærens flodfæstning ved Columbus i Kentucky. Næste morgen fik han oplyst, at sydstatshæren havde krydset Mississippifloden fra Columbus til Belmont i Missouri. Han landsatte sine tropper på Missouri-siden af Mississippi, hvorefter de marcherede en mile til Belmont. Unionstropperne jog sydstatshæren ud af dens lejr og ødelagde den. De spredte sydstatssoldater reorganiserede sig imidlertid og fik forstærkning fra Columbus. Under modangreb fra sydstatshæren og under heftig artilleribeskydning fra den anden side af floden trak unionsstyrken sig tilbage og sejlede til Paducah i Kentucky.
Det var ikke meget, Grant opnåede med denne operation, men det var på et tidspunkt, hvor der var meget lidt initiativ fra Unionens side i det hele taget, og mange blev opmuntret af selv den mindste aktivitet.

## Baggrund
Ved udbruddet af den amerikanske borgerkrig havde den vigtige grænsestat Kentucky, som havde en guvernør med sympati for Syden og en kongres med sympati for Norden, erklæret sig neutral.
Denne neutralitet blev krænket den 3. september 1861, da generalmajor Leonidas Polk fra sydstatshæren besatte byen Columbus. Den havde en nøgleposition på toppen af nogle bakker ved Mississippi-floden. To dage senere besatte brigadegeneral Grant byen Paducah og udviste dermed det personlige initiativ, som skulle kendetegne ham i hans fremtidige karriere. Grant, som havde kommandoen over hæren I det sydøstlige Missouri, bad om tilladelse fra sin overordnede generalmajor John C. Frémont til at angribe Columbus, men den kom ikke, og i de næste to måneder blev der kun udført begrænsede manøvrer.
Frémont erfarede, at sydstatshæren planlagde at forstærke sine styrker i Arkansas, og den 1. november beordrede han Grant til at foretage et udfald mod Columbus for at binde sydstatshæren dér. I første omgang sendte Grant ca. 3.000 mand under oberst Richard Oglesby til det sydøstlige Missouri. Da han erfarede, at store, sydlige forstærkninger var på vej ind i Missouri i retning af Oglesbys kolonne, sendte han forstærkninger til ham og beordrede brigadegeneral Charles F. Smith til at forlade Paducah og gå ind i det sydvestlige Kentucky for at distrahere sydstatshæren. Grant valgte at gøre et udfald mod Belmont, et færgested med 3 huse 600 meter fra Columbus på den anden side af Mississippi-floden. Grants styrke bestod af 3.114 mand fordelt på to brigader under brigadegeneral John A. McClernand og oberst Henry Dougherty, to kompagnier kavaleri samt et artilleribatteri. Under eskorte af kanonbådene USS Tyler og USS Lexington afsejlede Grant og hans mænd den 6. november ned ad floden fra Cairo om bord på transportskibene Aleck Scott, Chancellor, Keystone State, Belle Memphis, James Montgomery og Rob Roy.
På sydstatssiden havde Leonidas Polk ca. 5.000 tropper i Columbus. Da han hørte om Grants afsejling fra Cairo, antog han, at Columbus var deres primære mål, og at Belmont blot var en afledningsmanøvre. Han sendte 2.700 af sine mænd under brigadegeneral Gideon J. Pillow til Belmont og beholdt resten til at forsvare Columbus.
Grant fandt ud af, at der i Belmont var en lille sydstatslejr med henblik på observation, kaldet Camp Johnston, samt et artilleribatteri. Han besluttede at angribe for at forhindre sydstatshæren i at forstærke de nærliggende styrker under generalmajor Sterling Price og brigadegeneral M. Jeff Thompson fra staten Missouris milits (som kæmpede på Sydens side). Samtidig kunne han beskytte Oglesbys udsatte venstre flanke mod angreb.

## Slaget
Den 7. november klokken 8.30 landede Grants styrke ved Hunter's Farm, 5 km nord for Belmont, og lige uden for skudvidde af de seks sydstatsbatterier i Columbus. (Columbus’ tunge batterier indeholdt 10 tommers Columbiader og 11 tommers haubitser foruden ”Lady Polk”, den største kanon i Syden, en riflet 128 punds Whitworth.
De marcherede sydpå ad områdets eneste vej og fjernede undervejs forhindringer af fældede træer. I en majsmark ca. 1 mile uden for byen formerede de angrebslinien bestående fra nord mod syd af 22nd Illinois Infantry, 7th Iowa Infantry, 31st Illinois Infantry, 30th Illinois Infantry, og 27th Illinois Infantry, blandet med et kompagni kavaleri. På en lav bakke nordvest for Belmont-lejren var sydstatshærens linje formeret med fra nord mod syd: 12th Tennessee Infantry, 22nd Tennessee Infantry, 21st Tennessee Infantry og 13th Tennessee Infantry.
Grants angreb pressede Sydens skyttekæde tilbage, og resten af morgenen gik med, at de to hære, som fortrinsvis bestod af uøvede rekrutter, gentagne gange angreb og faldt tilbage. Ved 14-tiden begyndte Pillows linje at give efter og trak sig tilbage i retning mod Camp Johnston. En ordnet tilbagetrækning begyndte at gå over i panik, og 4 unionskanoner beskød de retirerende soldater.
Efter en massiv salve fra 31st Illinois, som dræbte dusinvis af sydstatssoldater, angreb unionssoldaterne fra 3 sider og oversvømmede lejren. Sydstatssoldaterne opgav deres faner og kanoner og løb ned til de to transportskibe Prince og Charm i et forsøg på at undslippe. Under kampen var Grant ved fronten og ledede sine tropper. Hans hest blev skudt væk under ham, men han sad op på en hjælpers hest og fortsatte.
Grants uerfarne soldater blev med Grants ord ”demoraliserede af deres sejr”. Brigadegeneral McClernand gik ind i midten af lejren, hvor Stars and Stripes nu vajede, og opfordrede til at man råbte hurra. En underlig stemning, som ved en folkefest, fyldte tropperne, der blev båret væk af øjeblikkets fryd – de havde erobret lejren og taget flere hundrede fanger. For igen at få kontrol over sine mænd, som plyndrede og festede, beordrede Grant, at der skulle sættes ild til lejren. I forvirringen og røgen er det muligt, at nogle af de sårede i teltene uheldigvis indebrændte, hvilket gav sydstatsfolkene det indtryk, da de var blevet myrdet med overlæg.
Da unionstropperne begyndte at marchere tilbage til deres transportskibe med de to erobrede kanoner og 106 fanger, blev de overraskede over at blive angrebet af nye enheder, som var ankommet på Prince og Charm og lod til at afskære Grants tilbagetrækningsrute. Det var friske tropper fra 15th Tennessee Infantry, 11th Louisiana Infantry og blandet infanteri under Pillow and oberst Benjamin F. Cheatham. Mens unionshæren gjorde front mod sydstatshæren, begyndte "Lady Polk" at skyde mod dem fra Columbus sammen med adskillige andre kanoner.
Unionens kanonbåde skød tilbage. Grant bemærkede roligt: Tja, vi må hugge os vej ud, som vi huggede os vej ind.
Ved landingsstedet var et af Unionens regimenter blevet væk, skjult af terrænet. Grant galoperede tilbage for at lede efter det, men fandt kun en masse sydstatssoldater, som var på vej mod ham. Han vendte om og galoperede mod floden, hvor han så, at flodbådenes kaptajner havde beordret fortøjningerne kastet. I sine erindringer skrev Grant: ”Kaptajnen på båden, som netop havde kastet fortøjningerne, genkendte mig, og beordrede maskinmesteren til ikke at starte maskinen. Derefter fik han lagt en landgangsplanke ud til mig. Min hest lod til at forstå situationen. Han satte sine forben ud over flodbrinken uden tøven eller tilskyndelse og gled ned ad den med bagbenene solidt under sig og gik om bord. ."

## Efterspil
I Sydstaterne hævdede man, at slaget ved Belmont havde været en sejr, men det var et meningsløst og uafgjort slag. Grant havde gjort et udfald og var blevet afvist. Unionens tab var på 607 (120 døde, 383 sårede, og 104 fangne eller savnede). Sydstaternes tab var på 641 (105 dræbte, 419 sårede, 106 fangne og 11 savnede).
Det formentlig vigtigste resultat af slaget var, at det gav Grant erfaring med at kommandere over en større troppestyrke. Det gav også præsident Lincoln, som desperat ventede på, at hans hære skulle begyndte at angribe Sydstaterne et eller andet sted denne vinter, et positivt indtryk af Grant.